# قائمة أنواع الميس
يوجد عدة أنواع من جنس الميس:
- ميس ارنبرغي (الاسم العلمي:Celtis ehrenbergiana)
- ميس إيتوري (الاسم العلمي:Celtis ituriensis)
- ميس أبيض شاحب (الاسم العلمي:Celtis hypoleuca)
- ميس أحمر العروق (الاسم العلمي:Celtis rubrovenia)
- ميس أدولفي فردريكي (الاسم العلمي:Celtis adolfi-friderici)
- ميس أسترالي (الاسم العلمي:Celtis australiensis)
- ميس أفريقي (الاسم العلمي:Celtis africana)
- ميس بالنسي (الاسم العلمي:Celtis balansae)
- ميس برازيلي (الاسم العلمي:Celtis brasiliensis)
- ميس برانتلي (الاسم العلمي:Celtis prantlii)
- ميس برترواني (الاسم العلمي:Celtis berteroana)
- ميس بري (الاسم العلمي:Celtis ferarum)
- ميس بريياني (الاسم العلمي:Celtis brieyi)
- ميس بكويرتي (الاسم العلمي:Celtis bequaertii)
- ميس بلانشوني (الاسم العلمي:Celtis planchoniana)
- ميس بونجي (الاسم العلمي:Celtis bungeana)
- ميس بونيني (الاسم العلمي:Celtis boninensis)
- ميس بيتني (الاسم العلمي:Celtis petenensis)
- ميس بيوندي (الاسم العلمي:Celtis biondii)
- ميس تسماني (الاسم العلمي:Celtis tessmannii)
- ميس توبالنغي (الاسم العلمي:Celtis tupalangi)
- ميس تورنفورتي (الاسم العلمي:Celtis tournefortii)
- ميس تيكالي (الاسم العلمي:Celtis tikalana)
- ميس تيموري (الاسم العلمي:Celtis timorensis)
- ميس ثلاثي العروق (الاسم العلمي:Celtis trinervia)
- ميس جامايكي (الاسم العلمي:Celtis jamaicensis)
- ميس جنوبي (الاسم العلمي:Celtis australis)
- ميس جولياني (الاسم العلمي:Celtis julianae)
- ميس جيجيانغي (الاسم العلمي:Celtis chekiangensis)
- ميس حربائي (الاسم العلمي:Celtis iguanaea)
- ميس رباعي الأسدية (الاسم العلمي:Celtis tetrandra)
- ميس رندلياني (الاسم العلمي:Celtis rendleana)
- ميس زنكري (الاسم العلمي:Celtis zenkeri)
- ميس سكوتايلياني (الاسم العلمي:Celtis scotellioides)
- ميس سلموني (الاسم العلمي:Celtis salomonensis)
- ميس شوزني (الاسم العلمي:Celtis choseniana)
- ميس شوكي (الاسم العلمي:Celtis spinosa)
- ميس شيبي (الاسم العلمي:Celtis schippii)
- ميس شيشاب (الاسم العلمي:Celtis chichape)
- ميس صيني (الاسم العلمي:Celtis sinensis)
- ميس عثكولي (الاسم العلمي:Celtis paniculata)
- ميس عريض الورق (الاسم العلمي:Celtis latifolia)
- ميس غامض (الاسم العلمي:Celtis dubia)
- ميس غربي (الاسم العلمي:Celtis occidentalis)
- ميس فراولي (الاسم العلمي:Celtis fragifera)
- ميس فلبيني (الاسم العلمي:Celtis philippensis)
- ميس فندرفويتي (الاسم العلمي:Celtis vandervoetiana)
- ميس فيتي (الاسم العلمي:Celtis vitiensis)
- ميس قنوي (الاسم العلمي:Celtis solenostigma)
- ميس كرزي (الاسم العلمي:Celtis cerasifera)
- ميس كوري (الاسم العلمي:Celtis koraiensis)
- ميس لندهايمر (الاسم العلمي:Celtis lindheimeri)
- ميس لوخي (الاسم العلمي:Celtis loxensis)
- ميس لوزوني (الاسم العلمي:Celtis luzonica)
- ميس مأكول (الاسم العلمي:Celtis edulis)
- ميس مترابط (الاسم العلمي:Celtis affinis)
- ميس متصلب (الاسم العلمي:Celtis rigescens)
- ميس مثبت الأوراق (الاسم العلمي:Celtis gomphophylla)
- ميس مدغشقري (الاسم العلمي:Celtis madagascariensis)
- ميس مذنب (الاسم العلمي:Celtis caudata)
- ميس مستقيم الشوك (الاسم العلمي:Celtis orthocanthos)
- ميس مشقوق (الاسم العلمي:Celtis bifida)
- ميس مضغوط (الاسم العلمي:Celtis compressa)
- ميس مفرض (الاسم العلمي:Celtis crenata)
- ميس ملدبريدي (الاسم العلمي:Celtis mildbraedii)
- ميس مؤتلف (الاسم العلمي:Celtis conferta)
- ميس ناعم (الاسم العلمي:Celtis laevigata)
- ميس نحيل الأوراق (الاسم العلمي:Celtis tenuifolia)
- ميس نسلي (الاسم العلمي:Celtis toka)
- ميس هادئ (الاسم العلمي:Celtis pacifica)
- ميس هاربر (الاسم العلمي:Celtis harperi)
- ميس هلدبراندي (الاسم العلمي:Celtis hildebrandii)
- ميس يازو (الاسم العلمي:Celtis jessoensis)
- ميس تكساني (الاسم العلمي:Celtis texana)
- ميس حريري (الاسم العلمي:Celtis sericea)
- ميس شبكي (الاسم العلمي:Celtis reticulata)
- ميس قزمي (الاسم العلمي:Celtis pumila)
- ميس قصير الساق (الاسم العلمي:Celtis brevipes)
- ميس قوقازي (الاسم العلمي:Celtis caucasica)
- ميس كلبي (الاسم العلمي:Celtis canina)
- ميس كليل الورق (الاسم العلمي:Celtis amblyphylla)
- ميس متعاكس (الاسم العلمي:Celtis amphibola)

## أنواع غير مؤكدة
- ميس أبيض (الاسم العلمي:Celtis alba)
- ميس أجرد (الاسم العلمي:Celtis glabra)
- ميس أمبوني (الاسم العلمي:Celtis amboinensis)
- ميس أميركي (الاسم العلمي:Celtis americana)
- ميس بالاوي (الاسم العلمي:Celtis palauensis)
- ميس بحري (الاسم العلمي:Celtis maritima)
- ميس بهشي الأوراق (الاسم العلمي:Celtis ilicifolia)
- ميس بينينجي (الاسم العلمي:Celtis bainingensis)
- ميس جعيد (الاسم العلمي:Celtis rugulosa)
- ميس خشن السويق (الاسم العلمي:Celtis aspera)
- ميس زغبي (الاسم العلمي:Celtis pubescens)
- ميس سبينوزي (الاسم العلمي:Celtis espinosa)
- ميس شورتي (الاسم العلمي:Celtis shortii)
- ميس شويكي (الاسم العلمي:Celtis spinulosa)
- ميس صغير الأوراق (الاسم العلمي:Celtis microphylla)
- ميس صلب (الاسم العلمي:Celtis rigida)
- ميس ضفافي (الاسم العلمي:Celtis riparia)
- ميس ضئيل الأوراق (الاسم العلمي:Celtis parvifolia)
- ميس طيني (الاسم العلمي:Celtis lima)
- ميس قضباني الأوراق (الاسم العلمي:Celtis betulifolia)
- ميس قلبي الأوراق (الاسم العلمي:Celtis cordifolia)
- ميس كامل (الاسم العلمي:Celtis integerrima)
- ميس لاماركياني (الاسم العلمي:Celtis lamarckiana)
- ميس لبدي (الاسم العلمي:Celtis tomentosa)
- ميس مزدوج الصفوف (الاسم العلمي:Celtis disticha)
- ميس منشاري (الاسم العلمي:Celtis serrata)
- ميس موكي (الاسم العلمي:Celtis mukii)
- ميس نافع (الاسم العلمي:Celtis utilis)
- ميس نشمياني (الاسم العلمي:Celtis grewioides)
- ميس نغتي الأوراق (الاسم العلمي:Celtis alnifolia)
- ميس واسع الأوراق (الاسم العلمي:Celtis amplifolia)